# Karl Schollähn
Karl Schollähn (* 11. Februar 1866 in Röbel; † 25. Mai 1930 in Rostock) war ein deutscher Handwerker und Politiker (SPD).

## Leben
Karl Schollähn war von 1891 bis 1920 selbstständiger Schuhmachermeister in Röbel und seit 1890 in der Arbeiterbewegung aktiv. 1919 wurde er Abgeordneter des Verfassunggebenden Landtags von Mecklenburg-Schwerin. Von 1919 bis 1920 war er Vorsitzender der Stadtverordnetenversammlung in Röbel. 1923 wird für Röbel ein unbesoldeter Stadtrat Carl Schollähn geführt.